# Anders Winberg
Anders Winberg, född 1769, död 1842, var en svensk målarmästare verksam i Hudiksvall. Han var anlitad som kyrkomålare i flera socknar i norra Hälsingland, men har så vitt är känt har han inte efterlämnat några altartavlor. Winberg var läromästare åt schablonmålaren Jonas Wallström under dennes lärlingsperiod 1814–1821, samt efter Wallströms återvändande från Stockholm 1831.